# Liga Romena de Basquetebol
A Liga Națională (em português:  Liga Nacional é a principal liga entre equipes profissionais na Romênia. A competição é disputada desde 1950, concedendo ao seu vencedor o título de campeão romeno. Atualmente é disputada por 16 equipes e seu grande campeão histórico é o Dinamo Bucareste com 22 conquistas, seguido muito de perto pelo seu rival Steaua Buresti que conquistou 21 títulos. As equipes melhores classificadas na Liga (campeão, vice-campeão, etc) classificam-se para a FIBA Liga dos Campeões e FIBA Copa Europeia.

## Formato da Competição
Para a temporada 2019-20 estão classificados os 16 melhores colocados da temporada anterior, reservando dos 17º ao 24º colocados a inscrição na Liga I (segunda divisão). As classificações da edição anterior também foram reaproveitadas sendo que foram formados 2 grupos (Grupo A com os 1º ao 8º lugares e Grupo B com os 9º aos 16º colocados. Ao término de uma primeira fase os seis melhores colocados do Grupo A passam a disputar o Grupo Vermelho, enquanto os 7º, 8º e os 4º primeiros do Grupo B, passam a formar o Grupo Amarelo, os quatro restantes do Grupo B passam a integrar o Grupo Azul.

## Participantes da LNBM de 2024-25
|         | Clube                      | Cidade         | Arena                     | Capacidade |
| ------- | -------------------------- | -------------- | ------------------------- | ---------- |
|         | CSU Sibiu                  | Sibiu          | Transilvania Sibiu        | 1 850      |
|         | CS Dinamo Bucuresti        | Bucareste      | Dinamo Polyvalent Hall    | 2 538      |
|         | CS Rapid Bucuresti         | Bucareste      | Sala Rapid                | 1 500      |
|         | CS Valcea 1924             | Râmnicu Vâlcea | Sala Sporturilor „Traian” | 3 126      |
| Aumento | Steaua București           | Bucareste      | Sala Polivalentă          | 5 300      |
|         | CSM BBA Petrolul Ploiesti  | Ploiești       | Sala Olimpia              | 3 500      |
|         | CSM Corona Brasov          | Brașov         | DP Colibasi Brasov        | 1 700      |
|         | CSM Constanța              | Constança      | Sala Sporturilor          | 1 500      |
|         | CSM Oradea                 | Oradea         | Arena Antonio Alexe       | 2 500      |
|         | CSM Galati                 | Galați         | Dunărea                   | 1 500      |
|         | CSM Târgu Mureș            | Târgu Mureș    | Sala Sporturilor          | 2 000      |
|         | CSO Voluntari              | Voluntari      | Gabriela Szabo Voluntari  | 1 100      |
|         | FC Arges Pitesti           | Pitești        | Trivale                   | 2 000      |
|         | SCM winsed.swiss Timisoara | Timișoara      | Sala Constantin Jude      | 2 200      |
|         | SCM U Craiova              | Craiova        | Polivalenta Craiova       | 4 215      |
|         | U-BT Cluj-Napoca           | Cluj-Napoca    | Polivalenta Cluj-Napoca   | 9 300      |

|  |                                           |
|  | Promovido da Liga I na temporada anterior |
|  | Atual campeão da Copa da Romênia          |
|  | Atual campeão da Liga Nacional            |

## Histórico de Campeões
Fonte: eurobasket.com
| - 1950-51 Metalul Bucuresti - 1951-52 Metalul Bucuresti - 1952-53 Dinamo București - 1953-54 Dinamo București - 1954-55 Dinamo București - 1955-56 Steaua Bucarești - 1956-57 Dinamo București - 1957-58 Steaua Bucarești - 1958-59 Steaua Bucarești - 1959-60 Steaua Bucarești - 1960-61 Steaua Bucarești - 1961-62 Steaua Bucarești - 1962-63 Steaua Bucarești - 1963-64 Steaua Bucarești - 1964-65 Dinamo București - 1965-66 Steaua Bucarești - 1966-67 Dinamo București - 1967-68 Dinamo București - 1968-69 Dinamo București - 1969-70 Steaua Bucarești | - 1970-71 Dinamo București - 1971-72 Dinamo București - 1972-73 Dinamo București - 1973-74 Dinamo București - 1974-75 Dinamo București - 1975-76 Dinamo București - 1976-77 Dinamo București - 1977-78 Steaua Bucarești - 1978-79 Dinamo București - 1979-80 Steaua Bucarești - 1980-81 Steaua Bucarești - 1981-82 Steaua Bucarești - 1982-83 Dinamo București - 1983-84 Steaua Bucarești - 1984-85 Steaua Bucarești - 1985-86 Steaua Bucarești - 1986-87 Steaua Bucarești - 1987-88 Dinamo București - 1988-89 Steaua Bucarești - 1989-90 Steaua Bucarești | - 1990-91 Steaua Bucarești - 1991-92 U-BT Cluj-Napoca (Banca Transilvania) - 1992-93 U-BT Cluj-Napoca - 1993-94 Dinamo București - 1994-95 CSU Sibiu - 1995-96 U-BT Cluj-Napoca (SM Invest) - 1996-97 Dinamo București - 1997-98 Dinamo București - 1998-99 CSU Sibiu (Astral) - 1999-2000 Universitea Pitesti - 2000-01 West Petrom Arad - 2001-02 West Petrom Arad - 2002-03 Dinamo București - 2003-04 CSU Ploiești (Aerosoft) - 2004-05 CSU Ploiești (Aerosoft) - 2005-06 CSU Ploiești (Aerosoft) - 2006-07 CSU Ploiești (Aerosoft) - 2007-08 CSU Ploiești (Aerosoft) - 2008-09 CSU Ploiești (Aerosoft) - 2009-10 CSU Ploiești | - 2010-11 U-BT Cluj-Napoca (Mobitelco) - 2011-12 CSU Ploiești - 2012-13 CSU Ploiești - 2013-14 CSU Ploiești - 2014-15 CSU Ploiești - 2015-16 CSU Oradea - 2016-17 U-BT Cluj-Napoca (Banca Transilvania) - 2017-18 CSU Oradea - 2018-19 CSU Oradea - 2019-20 Cancelado por Covid-19 - 2020-21 U-BT Cluj-Napoca (Banca Transilvania) - 2021-22 U-BT Cluj-Napoca (Banca Transilvania) - 2022-23 U-BT Cluj-Napoca (Banca Transilvania) - 2023-24 U-BT Cluj-Napoca (Banca Transilvania) - 2024-25 U-BT Cluj-Napoca (Banca Transilvania) |

## Campeões da era dosPlayoffs
| Temporada | Campeão                                               | Série                                                 | Finalista                                             | 1º Colocado na Temporada Regular                      | Campanha primeiro colocado                            |
| --------- | ----------------------------------------------------- | ----------------------------------------------------- | ----------------------------------------------------- | ----------------------------------------------------- | ----------------------------------------------------- |
| 2012-13   | CSU Ploiești                                          | 4 - 2                                                 | Targu Jiu                                             | Targu Jiu                                             | 23-7                                                  |
| 2013-14   | CSU Ploiești                                          | 3–2                                                   | Oradea                                                | CSU Ploiești                                          | 21-5                                                  |
| 2014-15   | CSU Ploiești                                          | 3–0                                                   | Târgu Mureș                                           | CSU Ploiești                                          | 19-5                                                  |
| 2015-16   | Oradea                                                | 3–2                                                   | Târgu Mureș                                           | Steaua Bucarești                                      | 23-9                                                  |
| 2016-17   | U-Banca Transilvania Cluj                             | 3–0                                                   | Steaua Bucarești Eximbank                             | U-Banca Transilvania Cluj                             | 18-2                                                  |
| 2017-18   | Oradea                                                | 3-1                                                   | Steaua Bucarești                                      | Sibiu                                                 | 24-9                                                  |
| 2018-19   | Oradea                                                | 3-1                                                   | Sibiu                                                 | Sibiu                                                 | 29-9                                                  |
| 2019-20   | Temporada cancelada por razão da Pandemia de COVID-19 | Temporada cancelada por razão da Pandemia de COVID-19 | Temporada cancelada por razão da Pandemia de COVID-19 | Temporada cancelada por razão da Pandemia de COVID-19 | Temporada cancelada por razão da Pandemia de COVID-19 |
| 2020-21   | U-Banca Transilvania Cluj                             | 3-2                                                   | Oradea                                                | U-Banca Transilvania Cluj                             | 23-3                                                  |
| 2021-22   | U-Banca Transilvania Cluj                             | 3-1                                                   | CSO Voluntari                                         | U-Banca Transilvania Cluj                             | 28-2                                                  |
| 2022-23   | U-Banca Transilvania Cluj                             | 3-2                                                   | Oradea                                                | U-Banca Transilvania Cluj                             | 30-4                                                  |
| 2023-24   | U-Banca Transilvania Cluj                             | 3-2                                                   | Oradea                                                | U-Banca Transilvania Cluj                             | 34-0                                                  |
| 2024-25   | U-Banca Transilvania Cluj                             | 3 - 2                                                 | Oradea                                                | Oradea                                                | 27-3                                                  |

### Títulos por clube
| Qt. | Clube                     | Temporadas |
| --- | ------------------------- | --- |
| 22  | Dinamo București          | 1952-53, 1953-54, 1954-55, 1956-57, 1964-65, 1966-67, 1967-68, 1968-69, 1970-71, 1971-72, 1972-73, 1973-74, 1974-75, 1975-76, 1976-77, 1978-79, 1982-83, 1987-88, 1993-94, 1996-97, 1997-98, 2002-03 |
| 21  | Steaua București          | 1955-56, 1957-58, 1958-59, 1959-60, 1960-61, 1961-62, 1962-63, 1963-64, 1965-66, 1969-70, 1977-78, 1979-80, 1980-81, 1981-82, 1983-84, 1984-85, 1985-86, 1986-87, 1988-89, 1989-90, 1990-91          |
| 11  | CSU Ploiești              | 2003-04, 2004-05, 2005-06, 2006-07, 2007-08, 2008-09, 2009-10, 2011-12, 2012-13, 2013-14, 2014-15 |
| 10  | U-Banca Transilvania Cluj | 1991-92, 1992-93, 1995-96, 2010-11, 2016-17, 2017-18, 2020-21, 2021-22, 2022-23, 2023-24, 2024-25 |
| 3   | Oradea                    | 2015-16, 2018-19, 2018-19 |
| 2   | Sibiu                     | 1994-95, 1998-99 |
| 2   | West Petrom Arad          | 2000-01, 2001-02 |
| 2   | Metalul București         | 1950-51, 1951-52 |
| 1   | Universitea Pitesti       | 1999-00 |